# تشالاب (كراني)
تشالاب (بالفارسية: چالاب) هي قرية تقع في إيران في قسم کراني الريفي. يقدر عدد سكانها بـ 359 نسمة .